# Nephelium
Nephelium es un género con alrededor de 25 especies de plantas perteneciente a la familia Sapindaceae, son nativos del sudeste de Asia. 
Son árboles perennes con hojas pinnadas compuestas y una drupa comestible como fruta; la especie, N. lappaceum (Rambutan) es comercialmente muy importante por su fruta. El género está relacionado con Litchi y Dimocarpus.

## Especies
| - Nephelium aculeatum - Nephelium chryseum - Nephelium compressum - Nephelium costatum - Nephelium cuspidatum - Nephelium daedaleum - Nephelium hamulatum - Nephelium havilandii - Nephelium hypoleucum - Nephelium juglandifolium - Nephelium lappaceum - Nephelium laurinum | - Nephelium macrophyllum - Nephelium maingayi - Nephelium meduseum - Nephelium malaiense - Nephelium melanomiscum - Nephelium melliferum - Nephelium papillatum - Nephelium ramboutan-ake (syn. N mutabile) - Nephelium reticulatum - Nephelium subfalcatum - Nephelium topengii - Nephelium uncinatum |